# Бонифаси, Антуан
Антуан Доминик Бонифаси (фр. Antoine Bonifaci, 4 сентября 1931, Безон — 29 декабря 2021, Вильфранш-сюр-Мер) — французский футболист, играл на позиции полузащитника.

## Биография
Антуан Бонифаси родился 4 сентября 1931 года в Безоне в корсиканской семье. После рождения Антуана его родители переехали в Вильфранш-сюр-Мер, рядом с Ниццей, где открыли ресторан La Barmassa. Он начал играть в футбол на улицах Вильфранша: 
В то время о нас никто не заботился. Тренировочных центров не существовало. Мы справлялись сами. Матчи представляли собой дружеские игры между районами. У нас не было мяча, а у кого он был, тот спал с ним, чтобы его не украли».
Он стал открытием юниорского турнира ФИФА 1949 года, в финале он открыл счёт, Франция победила Нидерланды со счётом 4:1. Он отказался от предложения итальянского клуба «Фиорентина», предпочтя играть за «Ниццу». В возрасте 20 лет он уже был игроком основной сборной Франции и двукратным чемпионом Франции с «Ниццей». Затем он решил уехать в Италию, «Интернационале» приобрёл игрока за 30 млн франков. Позже он защищал цвета «Болоньи», «Торино» и «Виченцы», затем вернулся во Францию — в «Стад Франсе».
Его карьера в сборной Франции началась рано, но быстро закончилась из-за его отъезда в Италию. Он сыграл свой первый матч в 19 лет в мае 1951 года против Ирландии, где забил гол. За следующие два года он сыграл ещё 11 матчей. Свой последний матч он сыграл в возрасте 21 года, в мае 1953 года, против Уэльса.
30 сентября 1995 года в его честь был назван футбольный стадион Вильфранш-сюр-Мера.
Антуан Бонифаси умер 29 декабря 2021 года в Вильфранш-сюр-Мере.